# Vierbindige Furchenbiene
Die Vierbindige Furchenbiene (Halictus quadricinctus) ist eine Wildbiene der Familie Halictidae.

## Merkmale
Die Vierbindige Furchenbiene ist mittelgroß, 14 bis 16 mm lang. Sie ist schwarzbraun, ohne metallischen Glanz, mit rötlich-gelb behaartem Thorax und dünnen weißlichen Tergitendbinden, die mittig verschmälert sind. Die Tergitbasen sind nicht behaart. Hinterbeine dunkel gefärbt, jedoch mit rötlicher Behaarung. Fühler der Männchen auf der Unterseite lang bewimpert.

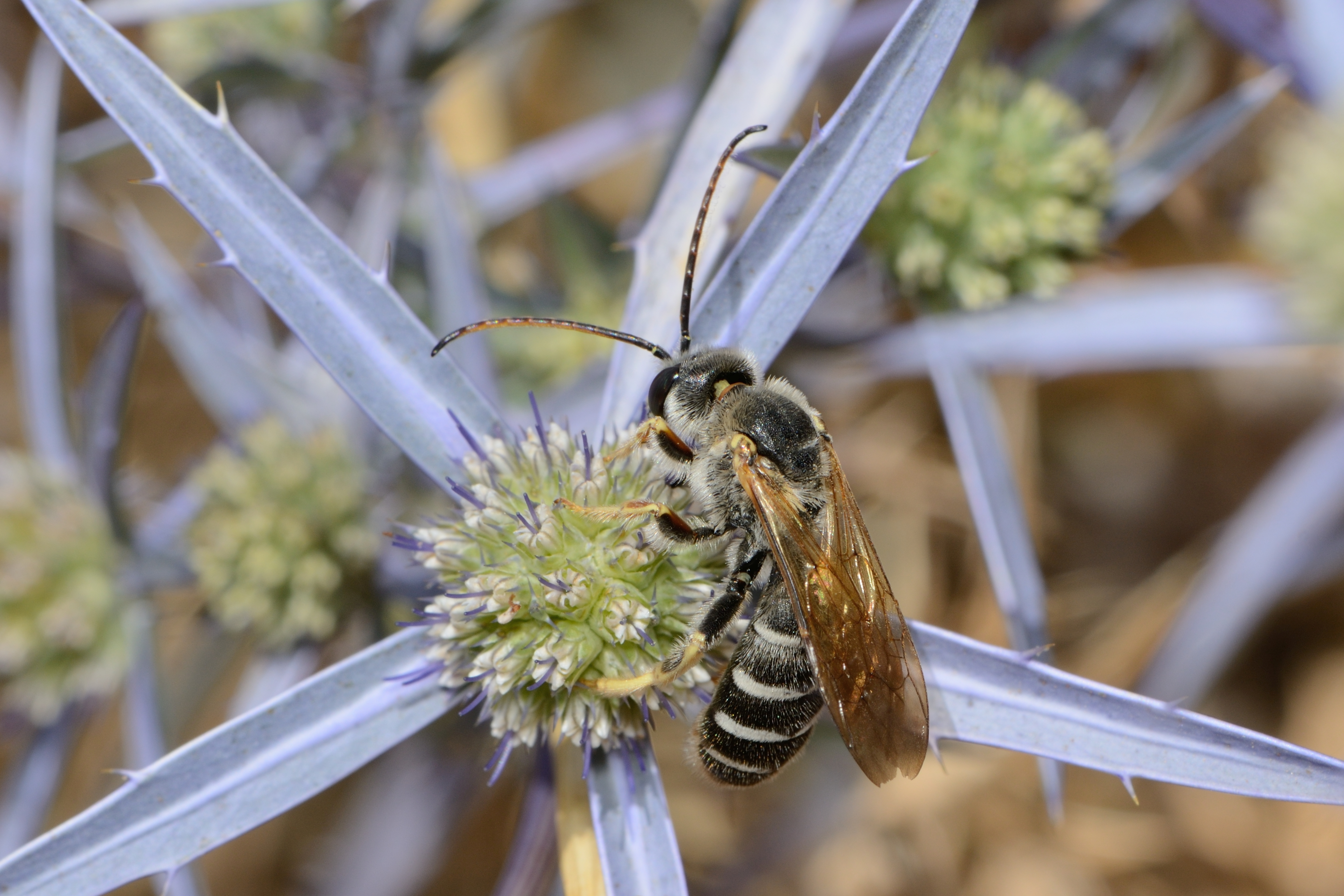
Halictus quadricinctus, Männchen auf Mannstreu (Israel)

Ähnliche Arten sind Halictus rubicundus (kleiner, Hinterbeine rot) und Lasioglossum xanthopus (Haarbinden an der Tergitbasis).

## Verbreitung
Halictus quadricinctus ist eine sehr weit verbreitete Art, von Portugal über Europa und den Nahen Osten und Zentralasien bis nach China. Nördlich bis Südfinnland. Sie kommt auf Magerrasen, Ruderalflächen und Lehmgruben vor, vom Flachland bis in die subalpine Höhenstufe. Die Art nistet meist in Steilwänden oder Abbruchkanten. Eine besonders große Kolonie ist von einem Steilufer auf der Insel Rügen beschrieben.

## Lebensweise
Die Furchenbiene hat eine Generation im Jahr, die Weibchen fliegen ab April, die Männchen von Juli bis September.
Diese Art nistet in selbstgegrabenen Hohlräumen in lehmigen oder sandigen Böden. Oft bildet sie kleinere oder größere Kolonien. Das Nest besteht aus einem circa 10 bis 15 cm langen Hauptgang, der in einen Hohlraum mündet. Darin befindet sich eine Wabe, die mit Stützpfeilern an den Wänden befestigt ist und etwa 5 bis 20 oder auch mehr Brutzellen enthält. Die Art ist solitär, aber das Weibchen, welches überwintert hat, ist so langlebig, dass auch frischgeschlüpfte Nachkommen (Töchter) mehrere Wochen in dem Nest leben können.
Die Furchenbiene ist polylektisch, die Weibchen sammeln Pollen von 10 verschiedenen Pflanzenfamilien.
Parasiten: Die Furchenbiene wird von der Kuckucksbiene Sphecodes gibbus parasitiert. Erwachsene werden von der Blasenkopffliege Zodium cinereum parasitiert.